# Potres u Irpiniji 1732.
Potres u Irpiniji 1732. godine bio je seizmički događaj s magnitudom od 6,6 koji je pogodio Irpiniju i dio Samnija. To se dogodilo 29. studenoga 1732. u 8:40 ujutro po lokalnom vremenu (UTC+1). Epicentar potresa bio je u kampanskim Apeninima, u području doline Ufita, koja je dio današnje pokrajine Avellino. U cijelosti ili djelomično je uništeno dvadesetak naseljenih područja, a deseci su znatno oštećeni. Broj umrlih procijenjen je na 1.940. Šteta od potresa klasificirana je kao "teška" (što ukazuje na štetu između 5 i 24 milijuna američkih dolara), a broj uništenih domova klasificiran je kao "mnogo" (što ukazuje na između 101 i 1000 domova). Potres je na modificiranoj Mercallijevoj ljestvici intenziteta imao X (ekstremno).
Među najrazorenijim zajednicama bile su Mirabella Eclano (koja je sravnjena sa zemljom), Carife, Grottaminarda i Ariano Irpino. Ozbiljne su štete bile u glavnom gradu pokrajine Avellinu, dok su u Beneventu uglavnom bila djelomična urušavanja zgrada.